# Regierungsbezirk Friedberg

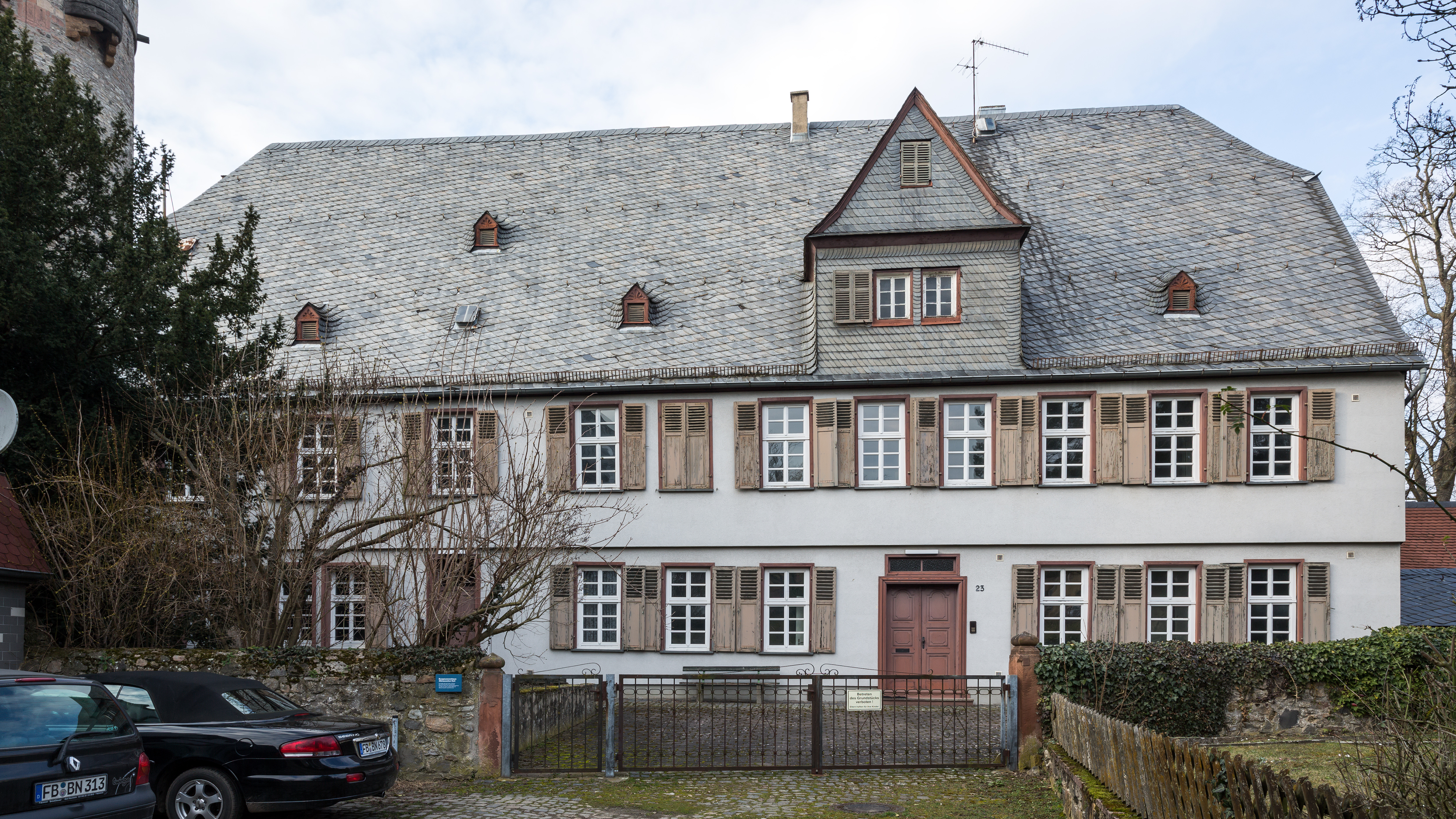
Der Bünauische Hof in der Burg Friedberg war Sitz der Verwaltung des Regierungsbezirks

Der Regierungsbezirk Friedberg war zwischen 1848 und 1852 ein Regierungsbezirk im Großherzogtum Hessen mit Sitz in Friedberg.

## Geschichte
Die Revolution von 1848 im Großherzogtum Hessen führte auch zu einer Verwaltungsreform, weil die bis dahin bestehenden mittleren Verwaltungsebenen, Kreise, respektive Landratsbezirke und Provinzen, von den Bürgern als Instrumente staatlicher Unterdrückung wahrgenommen wurden. Landratsbezirke waren zudem noch eine ältere Organisationsform der Verwaltung, die in einigen standesherrlichen Gebieten bei der letzten Gebietsreform nicht angetastet worden war. All diese Verwaltungsebenen wurden abgeschafft und durch zehn Regierungsbezirke (ab 1850: elf) ersetzt. Die neue Struktur trat zum 21. August 1848 in Kraft.
Der Regierungsbezirk Friedberg war einer von fünf Regierungsbezirken im Bereich der ehemaligen Provinz Oberhessen. Er wurde aus den bisherigen Kreisen Friedberg sowie Teilen des Landratsbezirks Hungen gebildet. Im Landratsbezirk Hungen hatten die Grafen von Solms als Standesherren Herrschaftsrechte inne. Diese Sonderrechte wurden nun ebenfalls beseitigt.
Nach dem Sieg der Reaktion wurde der Regierungsbezirk Friedberg 1852 wieder aufgelöst und der Kreis Friedberg in vermindertem Umfang und mit leicht veränderten Grenzen wieder hergestellt sowie der Kreis Vilbel neu formiert. Die dem Staat im Zuge der Revolution anheimgefallenen Rechte der Standesherren behielt er ein.

## Regierungskommission
Die Regierungskommission des Regierungsbezirks Friedberg bildeten:
- Wilhelm Georg Ludwig Ouvrier als Dirigent, zuletzt Kreisrat des Kreises Grünberg
- Wilhelm Rautenbusch, zuletzt Kreisrat des Kreises Heppenheim
- Johann Valentin Krach[7], zuletzt Kreissekretär des Kreises Friedberg

Der Sitz des neu geschaffenen Regierungsbezirks befand sich – wie zuvor der des Kreises Friedberg – in der Burg Friedberg.